# Ingrid Sandahl
Pour les articles homonymes, voir Pettersson.
Ingrid Clara Charlotta Sandahl, née le 5 novembre 1924 à Stockholm et morte le 15 novembre 2011 à Örebro, est une gymnaste artistique suédoise. 

## Palmarès

### Jeux olympiques
- Helsinki 1952
  -  médaille d'or aux exercices d'ensemble avec agrès portatifs par équipes

### Championnats du monde
- Bâle 1950
  -  médaille d'or par équipes